# De la cuna a la cuna
De la cuna a la cuna. Rediseñando la forma en que hacemos las cosas (en inglés: Cradle to Cradle: Remaking the Way We Make Things) es un libro publicado en 2002 por el químico-ecologista alemán y exmiembro de la organización mundial Greenpeace Michael Braungart y el arquitecto-paisajista estadounidense William McDonough en el que se propone una nueva forma de interpretar el ecologismo, la Próxima Revolución Industrial.
Tradicionalmente la consigna principal del ecologismo ha sido la Regla de las tres erres: Reducir, reutilizar, reciclar. Los autores proponen mediante este libro un cambio de enfoque: Reducir el impacto sobre el medioambiente provocaría una ralentización del mismo, pero antes o después estaríamos llegando a un mismo final. 
Frente a este panorama proponen que se atajen los problemas desde su raíz: en lugar de reducir los consumos de energía, desde el propio diseño y concepción de cualquier producto, estrategia o política deben tenerse en cuenta todas las fases de los productos involucrados (extracción, procesamiento, utilización, reutilización, reciclaje...) de manera que ni siquiera sean necesarios los gastos de energía, incluso que el balance de gastos y aportes sea positivo. 
Llevado a un ejemplo práctico esto implicaría que si un edificio gasta mucha energía con aire acondicionado e iluminación, a la vez que optimizar el rendimiento de la maquinaria y la instalación de paneles fotovoltaicos, se debería concebir el edificio desde su inicio planteándose el aprovechamiento de la ventilación cruzada y la iluminación natural, para no necesitar el gasto de energía que se produciría de otra forma. Incluso el edificio generaría más energía de la que consume (y depuraría el agua que pasa por él, etc).
Los conceptos clave de la filosofía «de la cuna a la cuna» son intuitivos y enraizados en la imitación a la naturaleza, o de modo más preciso la conexión con ella:
- Utilización de la energía que llega a la tierra ahora mismo (solar), en lugar de la energía almacenada en materiales procesados en el interior del planeta durante milenios (combustibles fósiles)
- El cierre completo de los ciclos de materiales: en los ecosistemas del planeta, no existe el concepto basura. Nuestras sociedades pueden hacer lo mismo diseñando todos los productos de modo que los materiales se reciclen en el mismo uso, o bien se reciclen «hacia arriba», es decir que el siguiente uso tenga más valor que el actual. Un ejemplo de este tipo de reciclaje real (que es el usado en los bosques y selvas del planeta) son materiales compostables: al integrarse en el ciclo biológico de materiales, una camiseta o par de zapatos compostables se convertirían en árbol, animal o nosotros mismos a través de la digestión de los materiales en compost y posterior fertilización de cultivos. El texto propone dos ciclos de materiales independientes e inmiscibles: el ciclo biológico (alimentos) y el ciclo técnico (aparatos, vehículos y otros bienes que no pueden mezclarse con los alimentos).

El problema de los productos compostables, es que son eso, compostables, pudren, y su velocidad depende de la cantidad de tóxicos que contengan, lo que genera quejas contra algunos plásticos biodegradables; que conlleva además el peligro a la higiene, y la «desaparición» del producto cuando se requiere que esté disponible para su uso o en stock, esto es, su vida útil queda recortada y unida a condiciones especiales de conservación.
- Celebrar nuestra influencia en el planeta mediante la llamada «gestión de la culpa». Está generalizada la sensación de que sería mejor si no estuviéramos aquí, contaminando y extinguiendo especies diariamente, sin embargo, desde este punto de vista es muy difícil ser creativo y verdaderamente positivo. Tratar de ser «menos malo» no es ser bueno. No obstante, ser bueno es posible, y también más emocionante. Existen tecnologías actuales que permiten el diseño de procesos y productos de tal modo que el consumo sea beneficioso para el planeta, como sucede en los ecosistemas desde el principio de los tiempos.

## Partes del libro
- Agradecimientos
- Prólogo a la edición española
- Introducción: Este libro no es un árbol
- 1: Cuestión de diseño
- 2: Por qué lo menos malo no es bueno
- 3: Eco-efectividad
- 4: Basura = Alimento
- 5: Respetemos la diversidad
- 6: La Eco-efectividad en la práctica
- Notas

## Referencia bibliográfica
Cradle to Cradle (De la cuna a la cuna): Rediseñando la forma en que hacemos las cosas
- Autores: Michael Braungart y William McDonough
- Editorial: McGraw-Hill
- Madrid, 2005
- Páginas: 186
- Precio aproximado: 22 euros (España, 2007)
- ISBN: 84-481-4295-0
- Depósito Legal: M-274-2005
- Editor: Antonio García Brage
- Traductor: Gregorio Pérez Van Kappel
- Diseño de cubierta: Luis Sanz Cantero

Título original: Cradle to cradle: Remaking the way we make things
- ISBN 0-86547-587-3
- Copyright de la primera edición en lengua inglesa (c) 2003 por North Point Press